# Horchata de chufa

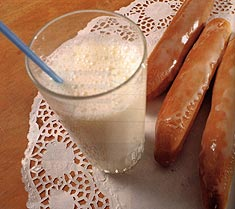
Horchata a fartóny

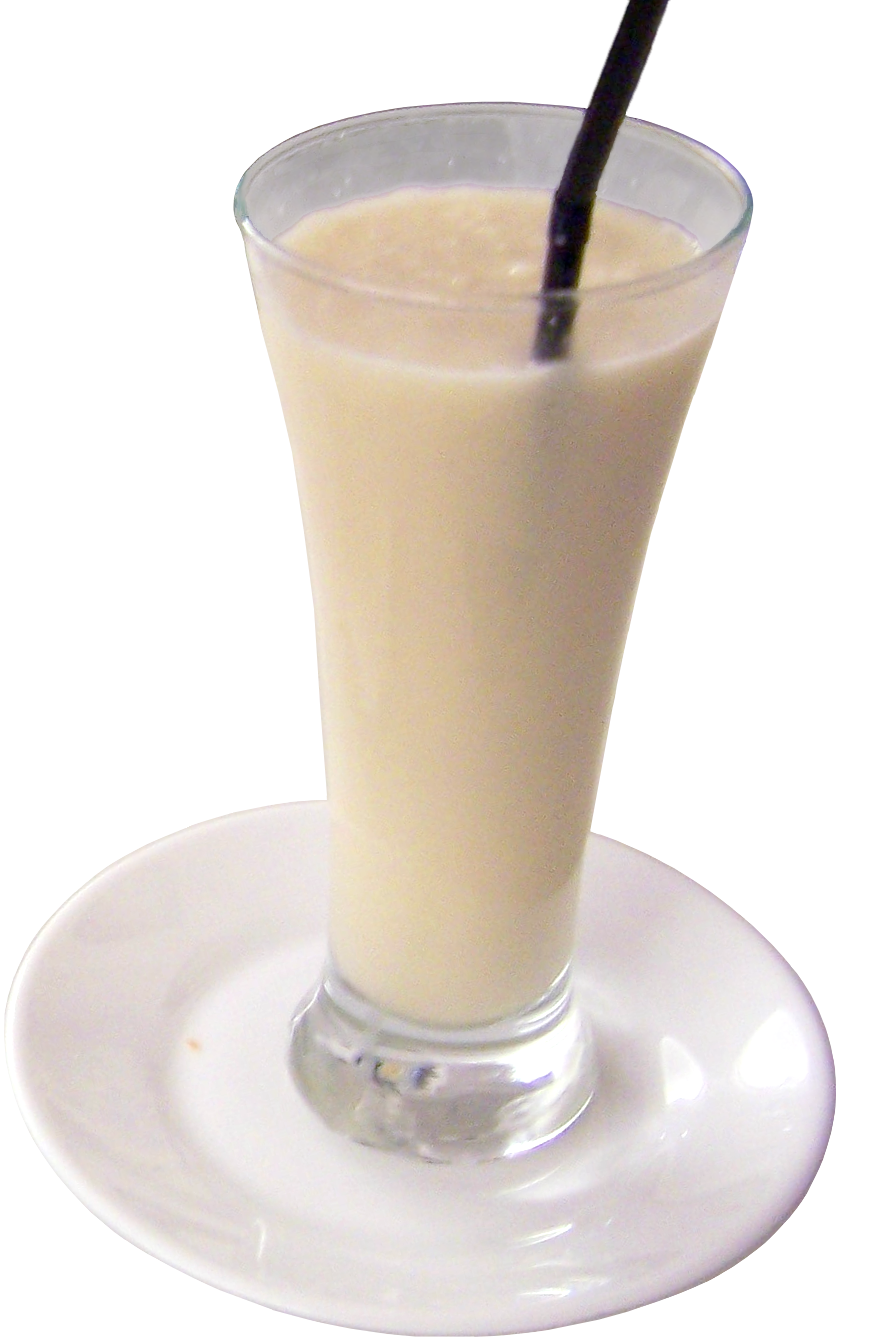
Sklenice horchaty

Horchata de chufa (ve valencijštině orxata de chufa (uɾ'ɕatə də 'ɕufə), z latinského hordeāta, „z ječmenné vody"), je osvěžující nápoj (také konzumovaný jako dezert), původem ze španělské obce Alboraye v blízkosti Valencie. Připravuje se z vody, cukru a namočených nebo mletých tygřích ořechů s obsahem složek, které umocňují jeho chuť, jako je skořice a citrónové slupky nebo kůra. Tygří ořechy (neboli zemní mandle či čufa, španělsky chufa) se říká malým hlízám (nejde tedy o ořechy-plody) šáchoru jedlého (Cyperus esculentus).

## Původ
Horchata se vyrábí z hlíz šáchoru jedlého. Používala se zřejmě již ve starověkém Egyptě, protože se nalezly nádoby obsahující tygří ořechy jako součást pohřební výbavy faraonů. Stejně tak starověcí perští a arabští autoři zmiňují trávicí a dezinfekční pozitiva tygřích ořechů. Ty se tehdy používaly v léčivých nápojích, protože se považovaly za energetické a diuretické. Nápoj pochází z obce Alboraya v těsné blízkosti Valencie, je ve Valencijském společenství typickou sladkostí a obvykle se podává s fartóny, místním sladkým pečivem.
V kolébce horchaty de chufa je možné navštívit muzeum věnované právě horchatě a čufě (Museo de la Horchata y la Chufa).

## Historie
První recept na horchatu známý pod tímto názvem je z roku 1748 a šlo o horchatu z mandlí, semen melounu a piniových oříšků. První zmínka o horchatě de chufa (levnější a lidovější než byla mandlová) pochází z roku 1762, a to z pojednání D. Josepha Quera Španělská flóra neboli historie rostlin, které se pěstovaly ve Španělsku (orig. Flora española ó Historia de las plantas que se crían en España).

## Etymologie
Slovo horchata pochází z latinského slova hordeata, ječmenné vody, vyrobené z ječmene (latinsky hordeum). Podle Španělské královské akademie se slovo do španělštiny dostalo prostřednictvím Mozárabů, což by vysvětlovalo souběžnou transformaci na ch a zachování t místo přirozeného vývoje, který by jinak skončil u slova orzad', které se podobá italskému ekvivalentu orzata.
S postupem času a rozšířením používání v jiných částech světa a s dostupností rozmanitých ingrediencí ječmen nahradily jiné části rostlin (hlízy (jako jsou například tygří ořechy), plody (jako jsou mandle, rýže a další), což vedlo ke vzniku různých typů horchat. Všechny jsou to nápoje podobného vzhledu, které se vyznačují mléčně bílou barvou, ačkoli jsou vyráběny z různých ingrediencí a různými procesy.

## Výroba
Příprava horchaty začíná omytím hlíz, které se pak přemístí do mlýna k drcení, nechají se macerovat a několikrát se lisují, až se získá konečný extrakt. Pro ukončení procesu se přidá cukr a znovu se scedí, ale v současné době je na trhu i varianta horchaty bez cukru. Tygří ořechy se považují za superpotravinu, pokud se nepřidává cukr, a to kvůli svým výborným nutričním vlastnostem. Jsou bohaté na minerály, nenasycené tuky a bílkoviny.
Nápoj lze koupit i v českých obchodech a na internetu jsou dostupné recepty v češtině, ať pod původním něbo počeštěným názvem (horchata, orčata/orčáta).

## Varianty
V jižní Itálii a na Maltě je orzata ochucena hořkou mandlovou esencí. Ve Francii se s ječmenným (fr. Orge ) základem nazývá orgeat. V Mexiku se vyrábí také rýžová nebo ovesná horchata. Na Kubě, ve Venezuele a v Portoriku se vyrábí ze sezamových semen. V Ekvádoru se horchatou nazývá odvar načervenalé barvy, který obsahuje až 71 druhů bylin.

## Nutriční informace
Horchata je bohatá na minerály a vitamíny, mezi nimiž vyniká fosfor, draslík a vitamíny C a E. Pěstování šáchoru vyžaduje písčitou půdu a mírné teploty, což jsou podmínky, které se vyskytují ve Valencii díky jejímu speciálnímu klimatu.
- Horchata je bohatá na minerály, jako je fosfor, vápník, hořčík, železo a vitamíny, mezi nimiž vynikají vitamíny C a E.
- Obsahuje také řadu enzymů, které usnadňují trávení.
- Díky energetické hodnotě 100 kcal / 100 g je horchata de chufa vydatným energetickým nápojem.
- Obsahuje málo sodíku.
- Neobsahuje laktózu, kasein ani lepek, ačkoli některé komerční značky přidávají mléčné bílkoviny.

Horchata zlepšuje hodnoty hypertenze a mírného průjmu a je velmi vhodná pro diety bez cholesterolu a kyseliny močové. Na druhé straně je možné přidat vápník, a pak se nazývá tygří mléko. Nahrazuje se jím kravské mléko, protože je pro tento účel méně energeticky vydatné než mléko sójové. 